# 4178 Mimeev
4178 Mimeev eller 1988 EO1 är en asteroid i huvudbältet som upptäcktes 13 mars 1988 av den amerikanske astronomen Eleanor F. Helin vid Palomar-observatoriet. Den är uppkallad efter Alexandr P. Mimeev.
Asteroiden har en diameter på ungefär 15 kilometer och den tillhör asteroidgruppen Ashkova.